# Путевой шаблон

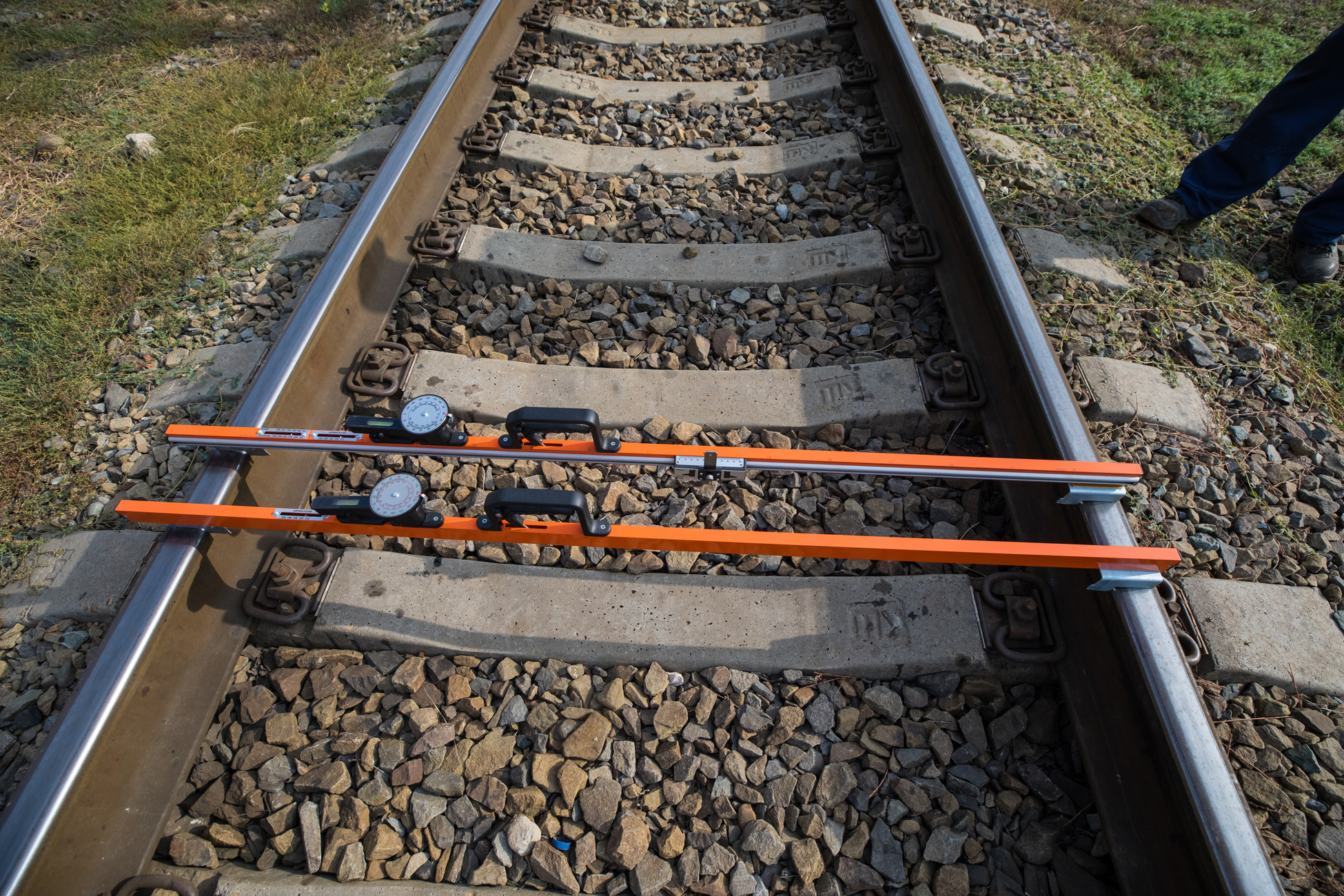
Путевые шаблоны ШП.01 и ШП.02 на рельсах

Путевой шаблон — ручной переносный путевой инструмент для контроля параметров железнодорожного пути. Применяется на железнодорожном транспорте при строительстве, ремонте и текущем содержании пути.

## Принцип работы
Принцип действия всех путевых шаблонов основан на измерении отклонения параметра, фиксировании его на шкале, ленте или другим способом и сравнении его с нормативными размерами. Для определения параметров железнодорожного пути используются различные путевые шаблоны.

## Контролируемые параметры
Путевым шаблоном проверяют:
- ширину колеи
- расположение рельсовых нитей по уровню (возвышение одного рельса по отношению к другому)
- положение подуклонки[1]
- зазоры в стыках
- боковой и волнообразный износ рельсов
- ординаты на стрелочных переводах

## Дополнительный инструмент

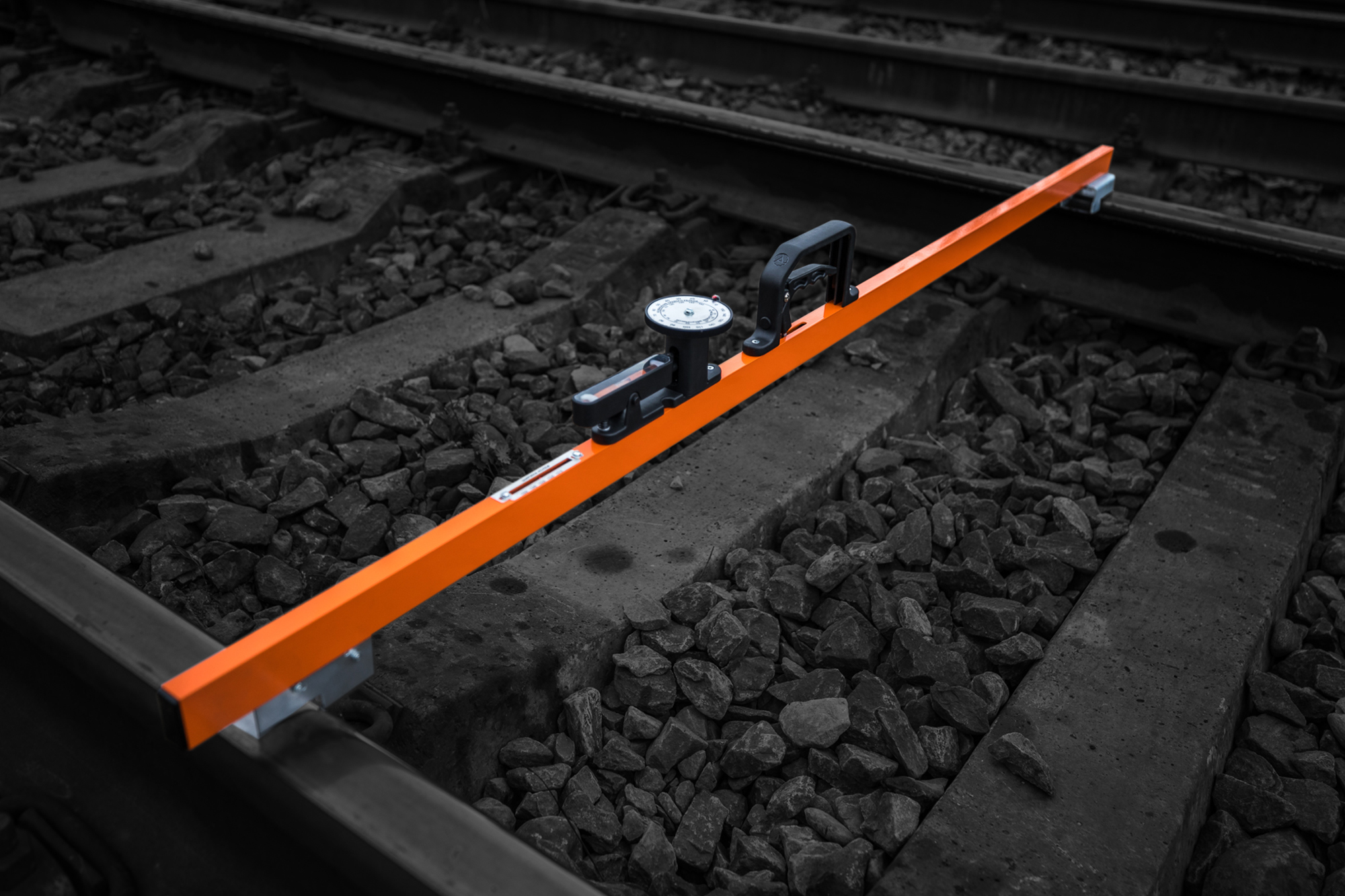
Путевой шаблон ШП.01 для измерения ширины колеи и возвышения рельс относительно друг друга.

В дополнение к путевому шаблону используют более простые приспособления, например мерную линейку, для определения износа концов рельсов и штангенциркуль «Путеец», для измерения величины износа металлических частей стрелочных переводов.